# 天全県
天全県（てんぜん-けん）は中華人民共和国四川省雅安市に位置する県。

## 歴史
天全は古代は斯楡（徙都とも)の地とされ徙族の活動範囲であった。前111年（元鼎6年）、漢朝は司馬相に命じ天全地区を平定し徙都（現在の始陽鎮）に徙県を設置したのが天全県の前身である。晋代になると徙県は徙陽県と、南北朝時代になると南斉により樅陽県、553年（廃帝2年）には西魏により始陽県と改称された。
618年（武徳元年）、唐朝は四川地区の行政区画の調整が行われ、天全地区には楊啓県が設置された。734年（天宝元年）、旧始陽県県域に始陽、霊関、安国、和川の兵鎮が設置、中唐以降は高土司、楊土司が設置された。後蜀の時代になると碉門、黎、雅、長河西、魚通、寧遠の軍民安撫司が設置された。
宋初は後蜀の行政制度が沿用されたが、元朝は1265年（至元2年）に碉門、黎、雅の各安撫司を設置、後に六番招討司、天全招討司が設置された。明代になると1373年（洪武6年）、天全招討司は天全六番招討司と改称され四川布政司の管轄とされた。1388年（洪武21年）、四川都司に移管された際に天全六番招討副司に改称されている。1729年（雍正7年）、清朝は天全州を設置、現在の始陽地区には分州が設置されたが道光年間に分州は廃止されている。中華民国が成立すると1913年（民国2年）に北京政府により州制が廃止され、天全州は天全県と改称され、建昌道に属した。
1935年（民国24年）、中国共産党は天全県に進駐、天全県ソビエト政府を樹立、1939年（民国28年）には西康省が新設され、天全県もその管轄とされた。1949年に中華人民共和国が成立すると天全県は西康省雅安専区の管轄とされ、1955年の西康省廃止に伴い四川省に移管、1968年には雅安専区は雅安地区と改称された。2000年12月10日、雅安地区が地級市に改編されると雅安市の管轄となり現在に至る。

## 行政区画
- 鎮:城廂鎮、始陽鎮、思経鎮、喇叭河鎮、小河鎮、仁義鎮、新場鎮
- 郷:楽英郷、新華郷、興業郷

## 名所・旧跡・観光スポット
- 四川省のジャイアントパンダ保護区

7箇所の自然保護区と9箇所の風景名称区から構成されている。1963年に、「喇叭河自然保護区」（英称:Laba River Nature Reserve）として天全県域内が自然保護区の一つとして指定されている。また、2000年には「二郎山風景名勝区」（英称:Mt. Erlang Scenic Park）として風景名称区にも指定されている。

## 交通
道路
高速道路
- 雅葉高速道路

国道
- G318国道

## 健康・医療・衛生
- 天全県人民医院
- 天全県衛生防疫站
- 天全県婦幼保健站
- 天全県血吸虫病防治站